# (21798) Mitchweegman
(21798) Mitchweegman (1999 SZ16) – planetoida z pasa głównego asteroid okrążająca Słońce w ciągu 3,37 lat w średniej odległości 2,25 j.a. Odkryta 30 września 1999 roku.